# Thrasychiroides
Genre
Thrasychiroides est un genre d'opilions eupnois de la famille des Neopilionidae.

## Distribution
Les espèces de ce genre sont endémiques du Brésil.

## Liste des espèces
Selon World Catalogue of Opiliones (27/04/2021) :
- Thrasychiroides brasilicus Soares & Soares, 1947
- Thrasychiroides moporanga Pinto-da-Rocha, Bragagnolo & Tourinho, 2014
- Thrasychiroides toryba Pinto-da-Rocha, Bragagnolo & Tourinho, 2014
- Thrasychiroides ybytyra Pinto-da-Rocha, Bragagnolo & Tourinho, 2014

## Publication originale
- Soares & Soares, 1947 : « Alótipos e novas formas de opiliões Paranaenses. » Papéis avulsos do Departamento de Zoologia, vol. 8, no 5, p. 63–84.